# Usellus
Usellus (Usèddus in sardo) è un comune italiano di 672 abitanti della provincia di Oristano in Sardegna. È situato nell'area geografica denominata Alta Marmilla, sul versante nord orientale del massiccio vulcanico del Monte Arci.

## Storia

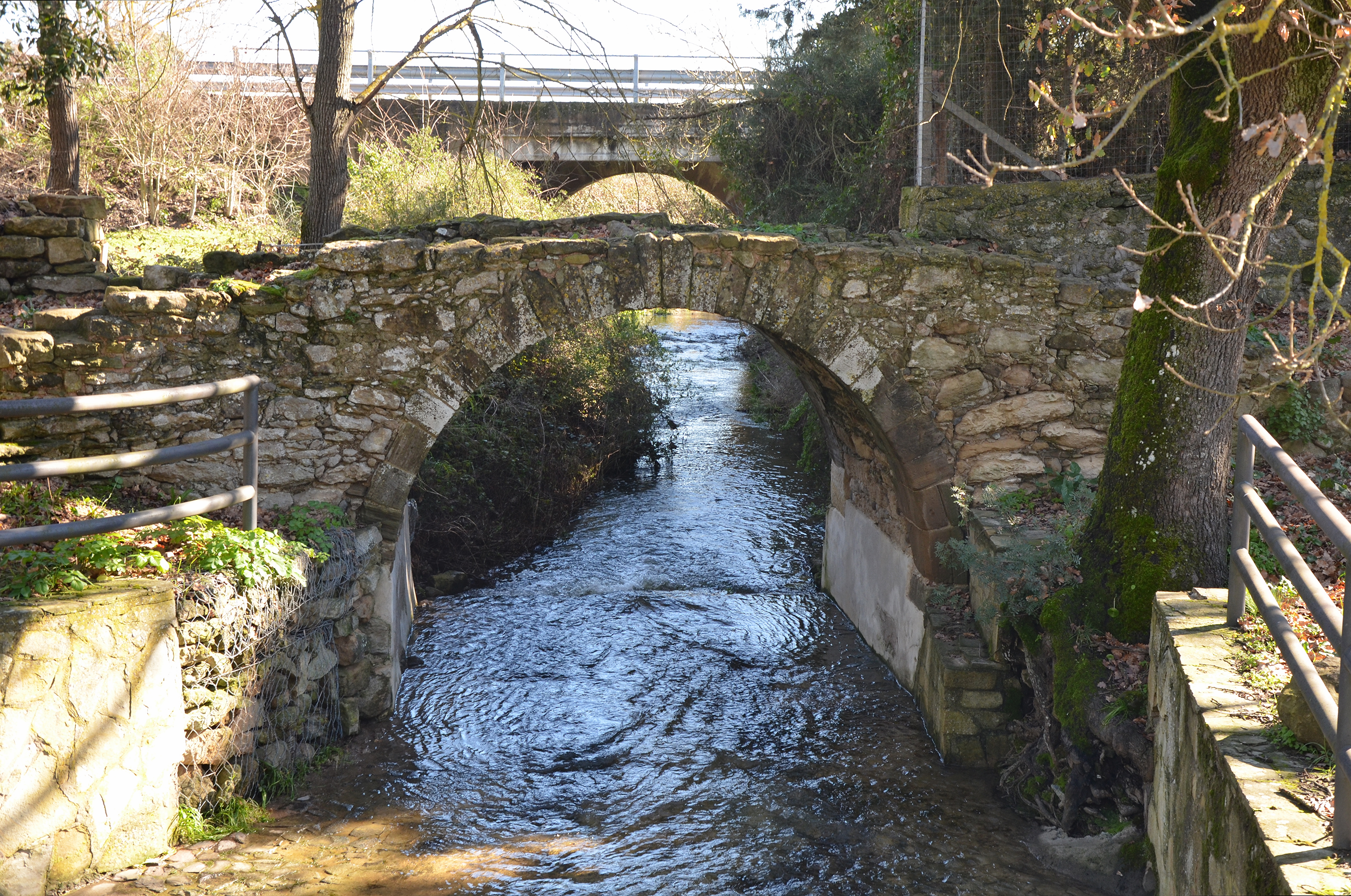
Ponte romano

L'area fu abitata almeno dall'età del bronzo, per la presenza sul territorio di alcuni nuraghi. Il paese potrebbe essere citato nella Stele di Nora.
Il paese sorge dove esisteva nel II secolo a.C. la colonia romana di Uselis, distrutta dai montanari della Barbagia. Tracce della romana Uselis si trovano presso la chiesa di santa Reparata.
Nel Medioevo fu sede di diocesi e appartenne al Giudicato di Arborea e fece parte della curatoria di Parte Usellus, di cui fu anche capoluogo prima di Ales, che ne ereditò la diocesi. La villa però sorgeva allora in una località non molto lontana dall'abitato attuale. Alla caduta del giudicato (1420) entrò a far parte del Marchesato di Oristano, e alla definitiva sconfitta degli arborensi (1478) passò sotto il dominio aragonese, e venne incorporato nell'Incontrada di Parte Montis, parte della contea di Quirra, feudo dei Carroz. Nel 1603 la contea fu trasformata in marchesato, feudo prima dei Centelles e poi degli Osorio de la Cueva. 
Il paese fu riscattato all'ultimo feudatario, Filippo Osorio marchese di Quirra, nel 1839 con la soppressione del sistema feudale, e divenne un comune amministrato da un sindaco e da un consiglio comunale.

### Simboli
Lo stemma è il gonfalone del Comune di Usellus sono stati concessi con decreto del presidente della Repubblica del 29 dicembre 1995.
Stemma
(D.P.R. 29 dicembre 1995)
Gonfalone

## Monumenti e luoghi d'interesse

### Siti archeologici
Nel territorio di Usellus sono presenti nove nuraghi e resti di infrastrutture romane:
- Complesso Nuragico di Santa Lucia o Motrox'e Bois
- Tomba dei giganti Motrox'e Bois
- Nuraghe Arai
- Nuraghe Bruncu Putzu
- Nuraghe Erbas Fenosas
- Nuraghe Nurafa
- Nuraghe Pinna
- Nuraghe Punteddu
- Nuraghe Stampasia
- Nuraghe Tara
- Ponte romano

## Società

### Evoluzione demografica
Abitanti censiti

### Lingue e dialetti
La variante del sardo parlata a Usellus è il campidanese occidentale.

## Geografia antropica

### Frazioni

#### Escovedu
Dista circa 1,9 km dall'abitato di Usellus e conta all'incirca 241 abitanti. Anticamente era chiamata Escopediu.

## Amministrazione
| Periodo          | Periodo         | Primo cittadino  | Partito                                            | Carica  | Note |
| ---------------- | --------------- | ---------------- | -------------------------------------------------- | ------- | ---- |
| 13 febbraio 1992 | 10 maggio 2005  | Giuseppe Accalai | PDS, Lista civica                                  | Sindaco |      |
| 10 maggio 2005   | 31 maggio 2010  | Adriano Atzei    | Lista civica                                       | Sindaco |      |
| 1 giugno 2010    | 26 ottobre 2020 | Felice Atzori    | Lista civica "Uniti per lo sviluppo"               | Sindaco |      |
| 26 ottobre 2020  | in carica       | Fabrizio Cao     | Lista civica "Usellus Escovedu ripartiamo insieme" | Sindaco |      |